# Іст-Даблін (Джорджія)
Іст-Даблін (англ. East Dublin) — місто (англ. city) в США, в окрузі Лоренс штату Джорджія. Населення — 2492 особи (2020).

## Географія
Іст-Даблін розташований за координатами 32°33′1″ пн. ш. 82°51′51″ зх. д. / 32.55028° пн. ш. 82.86417° зх. д. (32.550373, -82.864072).  За даними Бюро перепису населення США в 2010 році місто мало площу 10,62 км², з яких 10,24 км² — суходіл та 0,39 км² — водойми.

## Демографія
Згідно з переписом 2010 року, у місті мешкала 2441 особа в 953 домогосподарствах у складі 652 родин. Густота населення становила 230 осіб/км².  Було 1100 помешкань (104/км²).
Расовий склад населення:
| - 53,7 % — чорних або афроамериканців - 43,5 % — білих - 0,2 % — азіатів - 0,1 % — корінних американців |

До двох чи більше рас належало 1,7 %. Частка іспаномовних становила 2,0 % від усіх жителів.
За віковим діапазоном населення розподілялося таким чином: 29,3 % — особи молодші 18 років, 58,1 % — особи у віці 18—64 років, 12,6 % — особи у віці 65 років та старші. Медіана віку мешканця становила 34,5 року. На 100 осіб жіночої статі у місті припадало 83,0 чоловіків;  на 100 жінок у віці від 18 років та старших — 80,7 чоловіків також старших 18 років.
Середній дохід на одне домашнє господарство  становив 34 253 долари США (медіана — 24 732), а середній дохід на одну сім'ю — 43 017 доларів (медіана — 35 417). Медіана доходів становила 24 856 доларів для чоловіків та 26 404 долари для жінок. За межею бідності перебувало 32,1 % осіб, у тому числі 49,6 % дітей у віці до 18 років та 16,9 % осіб у віці 65 років та старших.
Цивільне працевлаштоване населення становило 892 особи. Основні галузі зайнятості: освіта, охорона здоров'я та соціальна допомога — 26,5 %, роздрібна торгівля — 15,9 %, виробництво — 14,7 %.